# Langues inuites
Les langues inuites sont parlées par le peuple inuit en Alaska, dans l'Arctique canadien et au Groenland. Elles constituent un rameau de la famille des langues eskimo-aléoutes, qui comprend aussi les langues yupik et plus lointainement l'aléoute. Les langues inuites forment un continuum linguistique qui se subdivise en seize variétés, elles-mêmes regroupées en quatre grands ensembles : l'inupiaq dans le Nord de l'Alaska, l'inuvialuktun dans l'Ouest de l'Arctique canadien, l'inuktitut dans l'Est de l'Arctique canadien et le groenlandais au Groenland. Le nombre total de locuteurs est d'environ 100 000.

## Langues
- Inupiaq : parlé en Alaska
  - groupe de la péninsule Seward

Carte des langues inuites.

    - Inupiaq du détroit de Béring : Ouest de la péninsule Seward, Îles Diomède
    - Qawiaraq (en) : Sud-Est de la péninsule Seward, est du Norton Sound

  - groupe du Nord de l'Alaska
    - Malimiut : vallées des rivières Kobuk et Noatak et golfe de Kotzebue
    - Inupiaq de North Slope ou inupiatun : côte nord de l'Alaska
- Inuvialuktun ou Inuktun : parlé dans l'Ouest de l'Arctique canadien
  - Siglitun : delta et côte du Mackenzie
  - Inuinnaqtun : côte arctique, île Victoria
  - Natsilingmiutut : péninsule et golfe de Boothia
- Inuktitut : parlé dans l'Est de l'Arctique canadien
  - groupe de Keewatin
    - Kivalliq ou kivallirmiutut : région de Kivalliq, sur la côte ouest de la baie d'Hudson
    - Aivilik ou aivilimmiutut : Nord de la baie d'Hudson

  - groupe de l'île de Baffin
    - Inuit de Baffin nord ou qikiqtaaluk uannangani
    - Inuit de Baffin sud ou qikiqtaaluk nigiani

  - groupe du Nunavik-Nunatsiavut
    - Inuit du Nunavik ou nunavimmiutitut ou inuttitut
    - Inuit du Labrador ou Inuttitut ou nunatsiavummiutut
- Groenlandais : parlé au Groenland
  - Avanersuaq : Nord du Groenland
  - Kalaallisut : Ouest du Groenland
  - Tunumiit oraasiat : Est du Groenland

## Morphosyntaxe
L'inuit, de même que les autres langues eskimo-aléoutes, représente un type particulier de langue agglutinante appelé langue polysynthétique : il « synthétise » sur un radical donné des suffixes et des morphèmes grammaticaux aboutissant à la formation de longs « mots-phrases ».
Exemple tunumiusut (groenlandais oriental) :
- aattarsinnaanngorpoq « il lui devint possible de partir » : s'analyse en aattaq « partir » + sinnaa  « pouvoir » + nngoq « devenir » + pu (indicatif) + q (3e pers.)

Les langues inuites ont entre autres particularités celle d'exprimer la possession de la même manière que l'action :
- arn-ara « c'est ma mère » (mère-mienne)
- tusarp-ara « je l'entends » (entendre-je.le)

ainsi que de pouvoir incorporer l'objet dans la forme verbale :
- sapangarsivoq « perle(s)-il.a.acheté » (sapangaq = perle).

## Tentative d’uniformisation
La fragmentation de la langue inuite en plusieurs dialectes reflète la réalité historique de la dispersion et de l'isolement des différentes communautés nordiques. La divergence entre chacun des dialectes s'est accrue davantage au fil du temps, particulièrement sous l’action des différents groupes de missionnaires qui développèrent de façon indépendante des systèmes distincts d'écriture de l’inuit qui varient fortement autour de l'Arctique. Les locuteurs de l’inuktitut utilisent le syllabaire inuktitut, issu du syllabaire autochtone canadien, tandis que l’alphabet latin est employé ailleurs au Canada, en Alaska et au Groenland ; en Sibérie, les langues yupik, proches des langues inuites, peuvent être écrites à l'aide de l'alphabet cyrillique, mais la plupart de leurs locuteurs sont scolarisés et alphabétisés uniquement en langue russe.
Une initiative pour l’uniformisation de l’inuit existe depuis 2011 soutenue par la prémisse qu’une langue unique est bénéfique sur le plan des avantages économiques et culturels, facilitant notamment le développement de matériel pédagogique. En février 2016, des linguistes et des représentants des 60 000 Inuits du Canada se sont réunis à Ottawa en vue de l'adoption d'un alphabet unique d'ici la fin de l'année suivante. Le projet ne fait toutefois pas l’unanimité. Certaines communautés autochtones[réf. souhaitée] voient une forme d’assimilation dans l’uniformisation et l’adoption potentielle de l’alphabet latin.